# Conothraupis
A Conothraupis a madarak osztályának verébalakúak (Passeriformes) rendjébe és a tangarafélék (Thraupidae) családjába tartozó nem.

## Rendszerezésük
A nemet Philip Lutley Sclater angolügyvéd és zoológus írta le 1880-ban, az alábbi 2 faj tartozik ide:
- Conothraupis speculigera
- feketefarkú tükröstangara (Conothraupis mesoleuca)

## Előfordulásuk
Dél-Amerika területén honosak. Természetes élőhelyeik a szubtrópusi és trópusi száraz erdők, síkvidéki esőerdők és cserjések, valamint másodlagos erdők. Állandó, nem vonuló fajok.

## Megjelenésük
Testhosszuk 14 centiméter körüli.

## További információ
- Képek az interneten a nembe tartozó fajokról